# Dekanat Zabrze
Dekanat Zabrze – jeden z 16 dekanatów katolickich wchodzących w skład diecezji gliwickiej, w którego skład wchodzi 10 parafii.

## Parafie dekanatu Zabrze
- Zabrze: Parafia Ducha Świętego w Zabrzu
- Zabrze: Parafia Krzyża Świętego w Zabrzu
- Zabrze: Parafia św. Andrzeja Apostoła w Zabrzu
- Zabrze: Parafia św. Antoniego w Zabrzu
- Zabrze: Parafia św. Anny w Zabrzu
- Zabrze: Parafia św. Jadwigi w Zabrzu
- Zabrze: Parafia św. Franciszka w Zabrzu
- Zabrze: Parafia św. Józefa w Zabrzu
- Zabrze: Parafia św. Kamila w Zabrzu
- Zabrze: Parafia św. Macieja Apostoła w Zabrzu